# Lenny Venito
Leonard George  « Lenny » Venito, né le 10 mai 1969 à New York (Brooklyn), est un acteur américain.

## Biographie
Acteur de second rôle au cinéma, Lenny Venito débute dans Money for Nothing de Ramón Menéndez (1993, avec John Cusack et Michael Madsen). Suivent notamment Les Joueurs de John Dahl (1998, avec Matt Damon et Edward Norton), La Guerre des mondes de Steven Spielberg (2005, avec Tom Cruise et Dakota Fanning), Money Monster de Jodie Foster (2016, avec George Clooney et Julia Roberts), ou encore This Is the Night de James DeMonaco (2021, avec Frank Grillo et River Alexander).
Notons aussi qu'il est acteur, réalisateur et scénariste du court métrage Hook'd (2019).
À la télévision américaine, il apparaît pour la première fois dans la série Equalizer (un épisode, 1988). Parmi ses autres séries notables, mentionnons New York Police Blues (six épisodes, 1997-2003), Les Soprano (neuf épisodes, 2006-2007), The Neighbors (intégrale en quarante-quatre épisodes, 2012-2016) et New York, unité spéciale (quatre épisodes, 2007-2019).
S'ajoutent des téléfilms (le premier diffusé en 1993), dont La Famille trahie de Thaddeus O'Sullivan (1998).
Également acteur de théâtre, Lenny Venito joue entre autres dans sa ville natale, y contribuant à des pièces, surtout Off-Broadway, dès 1990. À Broadway, il participe en 2007 à une reprise de The Ritz (en) de Terrence McNally, aux côtés de Kevin Chamberlin et Rosie Perez.

## Filmographie partielle

### Cinéma
- 1993 : Money for Nothing de Ramón Menéndez : Hrbek
- 1996 : Layin' Low de Danny Leiner : Vince
- 1998 : Les Joueurs (Rounders) de John Dahl : Moogie
- 1999 : Gary et Linda (Just the Ticket) de Richard Wenk : Stanley
- 2002 : Men in Black 2 (Men in Black II) de Barry Sonnenfeld : un new-yorkais
- 2003 : Amours troubles (Gigli) de Martin Brest : Louis
- 2004 : Gang de requins (Shark Tale) d'Éric Bergeron et autres (animation) : Giuseppe
- 2005 : Pour le meilleur et pour le pire (The Honeymooners) de John Schultz : Lenny
- 2005 : La Guerre des mondes (War of the Worlds) de Steven Spielberg : Manny
- 2006 : The Wild de Steve Williams (animation) : Stan (voix)
- 2007 : À vif (The Brave One) de Neil Jordan : Mortell
- 2008 : Blood Camp (Return to Sleepaway Camp) de Robert Hiltzik : Mickey
- 2010 : Comment savoir (How Do You Know) de James L. Brooks : Al
- 2012 : Men in Black 3 de Barry Sonnenfeld : le meneur au bowling
- 2014 : St. Vincent de Theodore Melfi : Mitchell, l'entraîneur
- 2014 : God's Pocket de John Slattery : Little Eddie
- 2016 : Money Monster de Jodie Foster : Lenny, le cameraman
- 2019 : Hook'd (court métrage) : David Larino (+ réalisateur et scénariste)
- 2019 : Les Baronnes (The Kitchen) d'Andrea Berloff : Ritchie MacLeod
- 2021 : This Is the Night ou Once Upon a Time in Staten Island de James DeMonaco : Carmine Cacioppo

### Télévision

#### Séries
- 1988 : Equalizer (The Equalizer), saison 3, épisode 21 La Course du loup (Target of Choice) : Devin
- 1996 : New York Undercover, saison 2, épisode 20 Double Jeu (Unis) : le policier Zanfagna
- 1997-2003 : New York Police Blues (NYPD Blue)
  - Saison 4, épisode 11 Alice a disparu (Alice Doesn't Fit Here Anymore, 1997) de Mark Tinker : Gabe
  - Saison 9, épisode 1 On a retrouvé Danny Sorenson (Lies Like a Rug, 2001) de Mark Tinker, épisode 2 Johnny est nommé inspecteur (Johnny Got His Gold, 2001) de Mark Piznarski, épisode 10 Jalousie (Jealous Hearts, 2002) et épisode 18 L'Honneur retrouvé (Less Is Morte, 2002) : Julian Pisano
  - Saison 10, épisode 16 Une vie perdue (Nude Awakening, 2003) de Mark Tinker : Julian Pisano
- 2001-2004 : New York, police judiciaire (Law & Order)
  - Saison 12, épisode 7 Jeux d'empreintes (Myth of Fingerprints, 2001) : Détective Wade
  - Saison 14, épisode 20 Tout le monde aime Raimondo (Everybody Loves Raimondo's, 2004) : Sonny King
- 2001-2010 : New York, section criminelle (Law & Order: Criminal Intent)
  - Saison 1, épisode 1 Tous les moyens sont bons (One, 2001) de Jean de Segonzac : Jacob Jake Nathan
  - Saison 9, épisode 13 Malgré lui (The Mobster Will See You Now, 2010) de Jean de Segonzac : Dominic Dom Fabrigazzi Jr.
- 2002 : The Job, saison 2, épisode 5 Le Boss (Boss) : Ozzie
- 2003 : New York 911 (Third Watch), saison 4, épisode 19 Mensonges (Everybody Lies) : le conducteur du véhicule blindé
- 2003 : Le Justicier de l'ombre (Hack), saison 2, épisode 5 L'Ange vengeur (Out of the Ashes) de Kristoffer Tabori : rôle non spécifié
- 2004 : The Practice : Donnell et Associés (The Practice), saison 8, épisode 22 Vers une nouvelle vie... (Adjourned) de Jeannot Szwarc : Eddie Brimek
- 2004 : The Jury, saison unique, épisode 1 Trois garçons et un flingue (Three Boys and a Gun) et épisode 7 Dernier Round (The Boxer) de Jean de Segonzac : Détective Temson
- 2005 : Blind Justice, saison unique, épisode 3 Parfum de justice (Rub a Tub Tub : Julian Pisano) de Gary Fleder et épisode 10 Le Meilleur Ami de l'homme (Doggone : Sonny Famigletti) de Bobby Roth
- 2006-2007 : Les Soprano (The Sopranos), saison 6, 9 épisodes : James Murmur Zancone
- 2006 : Rescue Me : Les Héros du 11 septembre (Rescue Me), saison 3, épisode 1 Défense de fumer (Devil) de Peter Tolan, épisode 5 MST (Chlamydia) de John Fortenberry et épisode 7 Petites Vengeances en famille (Satisfaction) : un gardien de prison
- 2007 : Les As du braquage (The Knights of Prosperity), saison unique, 13 épisodes (intégrale) : Francis Squatch Squacieri
- 2007-2019 : New York, unité spéciale (Law & Order: Special Victims Unit)
  - Saison 9, épisode 8 Choisir son camp... (Fight, 2007) de Juan José Campanella : Terry Donovan
  - Saison 13, épisode 21 À mauvaise école (Learning Curve, 2012) : Ray Gabardelli
  - Saison 16, épisode 1 Mère de cœur (Girls Disappeared, 2014) : John Gatto
  - Saison 21, épisode 6 Témoin auriculaire (Murdered at a Bad Address, 2019) : Détective Monte
- 2008 : Life on Mars, saison unique, épisode 4 L'Incorruptible Sam Tyler (Have You Seen Your Mother, Baby, Standing in the Shadows?) : Nick Profaci
- 2008 : Ugly Betty, saison 3, épisode 8 La Tornado Girl (Tornado Girl) : Phil
- 2010 : Gravity, saison unique, épisode 6 Dogg Day Afternoon : le premier ivrogne
- 2010-2011 : Bored to Death
  - Saison 2, épisode 1 L'Évasion du club sadomaso (Escape from the Dungeon!, 2010) d'Alan Taylor et épisode 8 Super Ray est mortel ! (Super Ray Is Mortal!, 2010) : le policier Drake
  - Saison 3, épisode 2 Sucre d'orge (Gumball!, 2011) de Michael Lehmann : le policier Drake
- 2011 : Larry et son nombril (Curb Your Enthusiasm), saison 8, épisode 8 Un périscope de voiture (Car Periscope) : un homme armé
- 2011 : Unforgettable, saison 1, épisode 5 Le Côté obscur (With Honor)de Peter Werner : Détective Stan Moyer
- 2012 : Person of Interest, saison 1, épisode 20 Dans le dos (Matsya Nyaya) : Murray Langston
- 2012 : NYC 22, saison unique, épisode 3 Braquages (Thugs and Lovers), épisode 7 La Traque (Block Party) et épisode 8 Graines de voyous (Schooled) : Détective Mascis
- 2012-2014 : The Neighbors, saisons 1 et 2, 44 épisodes (intégrale) : Marty Weaver
- 2014 : The Good Wife, saison 6, épisodes 1 et 2 Derrière la ligne (1re partie : The Line ; 2e partie : Trust Issues) : Shérif Gibson
- 2014-2017 : Penn Zero : Héros à mi-temps (Penn Zero: Part-Time Hero, animation), saisons 1 et 2, 9 épisodes : Oncle Chuck (voix)
- 2015 : Blue Bloods, saison 5, épisode 14 Roméo et Juliette (The Poor Door) : Louis Weems
- 2016 : The Odd Couple, saison 2, épisode 1 Voisins, voisines (All About Eavesdropping) de Phill Lewis : Frank
- 2016-2017 : Kevin Can Wait, saison 1 (intégrale, 24 épisodes) : Duffy
- 2017 : Billions, saison 2, épisode 11 L'Heure de la grenouille dorée (Golden Frog Time) : Slayton
- 2017-2018 : Blacklist (The Blacklist), saison 5, épisode 4 L'Unitaire (The Endling – No. 44, 2017 : le facteur), épisode 13 La Main invisible (The Invisible Man – No. 63, 2018 : Tony Pagliaro) et épisode 19 ian Garvey, 2e partie (Ian Garvey: Conclusion – No. 13, 2018 : Tony Pagliaro)
- 2018 : FBI, saison 1, épisode 2 L'Oiseau vert (Green Birds) de Nick Gomez : Lee Shalgos
- 2019 : Unbreakable Kimmy Schmidt, saison 4, épisode 9 La Porte du destin (Sliding Van Doors) de Michael Engler : Rocco Scarpone
- 2019 : La Fabuleuse Madame Maisel (The Marvelous Mrs. Maisel), saison 3, épisode 3 La Pose culotte (Panty Pose) de Daniel Palladino et épisode 4 Une nuit chez le dentiste (Hands !)  de Daniel Palladino : Angie Calibresi
- 2025 : Ghosts : Fantômes à la maison (Ghosts), saison 4, épisode 13 Ghostfellas de Rose McIver : Anthony

#### Téléfilms
- 1993 : The Good Policeman de Peter Werner : Joe Barbarossa
- 1998 : La Famille trahie (Witness to the Mob) de Thaddeus O'Sullivan : Sal DiMaggio
- 2005 : Hate de Paris Barclay : rôle non spécifié

## Théâtre (sélection)

### Off-Broadway
- 1990 : Psychoneurotic Phantasies de Gilbert David Feke : un patient
- 1991 : Club Soda de Leah Kornfeld Friedman : Vic / le barman
- 1996 : The Gravity of Means de John Kolvenbach : rôle non spécifié
- 2011 : Happy Hour d'Ethan Coen : Tony / le barman

### Broadway
- 2007 : The Ritz (en) de Terrence McNally, mise en scène de Joe Mantello : Carmine Vespucci[1]

## Note et référence
1. ↑  Rôle tenu par Jerry Stiller dans l'adaptation au cinéma de 1976, sous le même titre.